# نیکوتیان
نیکوتیان (نام علمی: Nicotiana benthamiana) نام یک گونه از تیره بادنجانیان است.